# چومه
چومه (chomeh)، روستایی است در شهرستان خرمشهر در استان خوزستان در جنوب ایران. این روستا در بخش مرکزی این شهرستان درفاصله ۹ کیلومتری شهر خرمشهر واقع شده و ارتفاع آن از سطح دریا حدود ۳ متر است. آب وهوای گرم وخشک دارد و در دشت، کنار اروند رود در جنوب شرق خرمشهر در داخل جزیره مینو واقع گردیده‌است.